# Соанлахти
Со́анла́хти (карел. Soanlahti) — посёлок в Суоярвском районе Республики Карелия, административно относится к Лоймольскому сельскому поселению.

## Общие сведения
Расположен на берегу озера Янисъярви в 16 километрах от автомобильной дороги Алатту — Леппясюрья. 
В посёлке находилась не сохранившаяся до наших времён лютеранская церковь; православная церковь была разрушена в 1941 года (на этом месте ныне установлен деревянный крест).
В посёлке находится памятник истории — кладбище финских воинов (1939—1944) и граждан.

## Население
| 2002 | 2009 | 2010 | 2013 |
| ---- | ---- | ---- | ---- |
| 45   | ↘34  | ↘33  | ↘29  |